# Salariu egal pentru muncă egală
Salariul egal pentru muncă egală este conceptul de drepturi de muncă ca persoanelor din același loc de muncă să li se acorde salarii egale. Este cel mai frecvent utilizat în contextul discriminării sexuale, în raport cu diferența de remunerare între sexe. Salariul egal se referă la întreaga gamă de plăți și beneficii, inclusiv plata de bază, plățile fără salariu, bonusurile și indemnizațiile. Unele țări s-au mișcat mai repede decât altele în abordarea problemei. De când președintele John F. Kennedy a semnat Actul de salarizare egală din 1963, este ilegal în Statele Unite să plătești bărbații și femeile care lucrează în același loc salarii diferite pentru o muncă similară.

## Legături externe
- Ledbetter v Goodyear Supreme Court Opinion
- O'Neill, June Ellenoff (2002). „Comparable Worth”.  În David R. Henderson. Concise Encyclopedia of Economics (ed. 1st). Library of Economics and Liberty. OCLC 317650570, 50016270 and 163149563
- Pay Equity Survey
- CNN report
- Read Congressional Research Service (CRS) Reports regarding Pay Equity
- Historic photos and records on the fight for pay equity. Walter P. Reuther Library of Labor and Urban Affairs. Wayne State University.
- "Whatever Happened to Equal Pay?" Marxist Essay
- Pay Equity Group
- "Is The Wage Gap Women's Choice", Rachel Bondi
- "The Truth Behind Women's Wages in Mining", Jack Caldwell and Cecilia Jamasmie